# Aleksandr Vasil'evič Kaul'bars
Il barone Aleksandr Vasil'evič Kaul'bars (in russo Александр Васильевич Каульбарс?; Vinni, 14 maggio 1844 – Parigi, 25 gennaio 1925) è stato un generale ed esploratore russo.

## Biografia

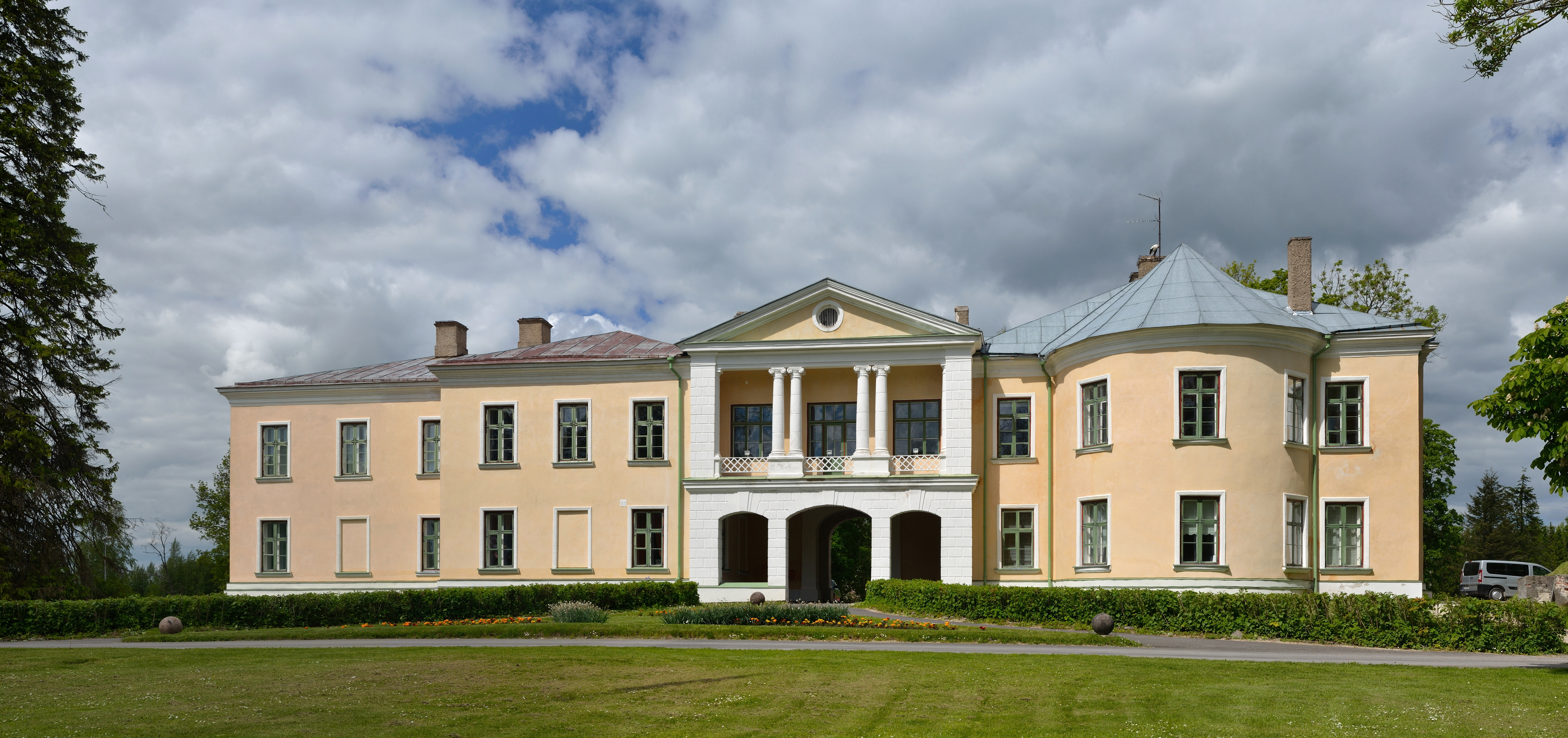
Maniero Mõdriku manor in Estonia, dove nacque Alexandr Kaul'bars

Kaul'bars nacque a Mõdriku, attuale Estonia, e crebbe a San Pietroburgo. Proveniva da una famiglia nobile di Tedeschi del Baltico della famiglia aristocratica svedese dei von Kaulbars, i quali cambiarono il cognome quando giunsero in Estonia dopo che lo stato fu ceduto alla Russia. Sia il padre che il fratello divenne generali dell'esercito imperiale russo. Fu istruito presso la scuola di cavalleria Nikolaev. La sua prima esperienza in combattimento fu nel 1861, quando prestò servizio col reggimento di guardie Egersky nella soppressione della rivolta polacca.
Dopo essersi laureato alla Accademia generale Nicholas, Kaul'bars divenne tenente e fu assegnato al distretto militare del Turkestan. Fu promosso aiutante anziano nel 1870, tenente colonnello nel 1871 e colonnello nel 1872. Poco dopo il suo arrivo nel Turkestan russo esplorò il paese oltre l'Ysyk-Köl tra i monti Tien Shan. Il suo racconto fu pubblicato col titolo di Materiali sulla geografia del Tien Shan, e ricevette la medaglia d'oro della Società geografica russa Nel 1870 esplorò il confine russo-cinese studiando la cima del Khan Tengri ed cercando passi montani per il Kashgar, che visitò nel 1872 cercando di negoziare un trattato commerciale col regnante locale, Yaqub Beg.
Nel 1873 Kaulbars partecipò alla conquista russa del Khanato di Khiva col generale Konstantin von Kaufman. Nel corso della spedizione esplorò il delta ed il letto dell'Amu Darya, scoprendo una rotta navigabile per il lago d'Aral. Esplorò anche il letto asciutto dello Syr Darya ed i legami tra i due fiumi, il mar Caspio ed il lago d'Aral, oltre all'oggi asciutto fiume Uzboy. Le sue ricerche in merito portarono alla stesura di studi che gli valsero una seconda medaglia d'oro della Società geografica russa.
Nel 1874 Kaul'bars divenne Capo di stato maggiore dell'8ª divisione di cavalleria, ruolo che ricoprì fino al 1875. Partecipò alla guerra russo-turca (1877-1878) venendo promosso maggior generale nel 1879, e vedendosi assegnare il comando della 1ª brigata della 14ª divisione di cavalleria. Dal 1878 al 1879 fu membro del comitato per la demarcazione dei confini del neonato Regno di Serbia.
Nel 1882 Kaul'bars divenne ministro della guerra del Principato di Bulgaria, allora stato satellite dell'impero russo. Questo Stato, semi-autonomo dopo la vittoria russa sanzionata dalla Pace di Santo Stefano, stava combattendo per la propria indipendenza dall'Impero ottomano. Comandò anche la 1ª brigata della 1ª divisione di cavalleria. L'anno seguente divenne comandante della 15ª divisione di cavalleria.
Kaul'bars fu promosso tenente generale nel 1891. Nel 1894 prese il comando del 2º corpo di cavalleria. Questo incarico fu seguito dal comando del 2º corpo d'armata siberiano nel 1900, durante il quale partecipò alla soppressione della ribellione dei Boxer ed all'occupazione russa della Manciuria. Divenne generale di cavalleria nel 1901 ed assistente comandante del distretto militare di Odessa.
Nell'ottobre del 1904, nel corso della guerra russo-giapponese, divenne comandante del 3° esercito russo della Manciuria. Dopo la battaglia di Sandepu fu trasferito al comando del 2° esercito russo della Manciuria nel febbraio 1905. Durante la battaglia di Mukden i suoi uomini furono malamente sconfitti dall'esercito imperiale giapponese. Kaul'bars si ferì per una caduta da cavallo durante la ritirata. Dopo la fine della guerra riprese il comando del distretto militare di Odessa fino al 23 dicembre 1909. In questo periodo si fece notare per il suo forte sostegno alla monarchia durante la rivoluzione russa del 1905. Nel dicembre 1909 tornò a San Pietroburgo come membro del Consiglio Militare.
Allo scoppio della prima guerra mondiale gli fu assegnato il comando del fronte nordoccidentale e dall'ottobre 1914 prese il controllo dell'intera aviazione militare russa. Alla fine del 1915 fu rimosso dal servizio militare. Nel 1916 fu nominato governatore militare di Odessa.
Dopo la rivoluzione d'ottobre si trasferì in Russia meridionale, dove il 15 ottobre 1918 si unì ad un'armata volontaria anti-bolscevica, nonostante l'età avanzata. Entrò nelle riserve nel 1919. Con il collasso delle forze armate della Russia meridionale fu trasferito a Costantinopoli, per poi vivere in esilio in Bulgaria e Francia. Lavorò come impiegato di una compagnia telegrafica di Parigi fino al 1925, quando morì. La sua tomba si trova nel cimitero russo ortodosso di Nostra Signora dell'Assunzione.

## Riconoscimenti
- Ordine di San Stanislao 2ª classe, 1870
- Ordine di San Vladimiro, 4ª classe con spade ed arco, 1871
- Ordine di Sant'Anna, 2ª classe, 1872
- Spada d'oro di San Giorgio, 1874.
- Ordine di San Vladimiro, 3ª classe con spade, 1877
- Ordine di San Stanislao 1ª classe, 1882
- Ordine di Sant'Anna, 1ª classe con spada, 1886
- Ordine di San Vladimiro, 2ª classe, 1890
- Ordine dell'Aquila Bianca, con spade, 1898
- Ordine Imperiale di Sant'Aleksandr Nevskij, 1901, con diamanti, 12 giugno 1907
- Ordine di San Vladimiro, 1ª classe, 12 giugno 1914